# Filip III av Navarra
Filip III av Navarra, född 1306, död 1343, var kung av Navarra mellan 1328 och 1343 tillsammans med sin maka, Johanna II av Navarra.  

## Barn
- Johanna (1325–1387), gick i kloster.
- Maria av Navarra (c. 1326–1347), första hustru till Kung Peter IV av Aragonien (1319–1387).
- Blanche d’Évreux (1331–1398), andra hustru till den mycket äldre kung Filip VI av Frankrike (1293–1350).
- Karl II av Navarra (1332–1387), Kung av Navarra.
- Agnès (1334–1396), gift med Gaston III, greve av Foix (1331–1391).
- Filip, greve av Longueville (1336–1363), gift med Yolande de Dampierre (1331–1395.
- Johanna av Navarra (1339–1403), gift med John I, Viscount av Rohan (d. 1395).
- Ludvig, Greve av Beaumont-le-Roger (1341–1372), gifte sig 1358 med Maria de Lizarazu, gifte sig 1366 med Joanna of Durazzo (1344–1387)